# Districtul Pfaffenhofen an der Ilm
Districtul Pfaffenhofen an der Ilm este un district rural (germană: Landkreis) din regiunea administrativă Bavaria Superioară, landul Bavaria, Germania.

## Orașe și comune
| orașe 1. Geisenfeld (9.695) 2. Pfaffenhofen a.d.Ilm (23.595) 3. Vohburg a.d.Donau (7.071) comune (târg) 1. Hohenwart (4.327) 2. Manching (11.256) 3. Reichertshofen (7.486) 4. Wolnzach (10.965) | comune 1. Baar-Ebenhausen (4.800) 2. Ernsgaden (1.466) 3. Gerolsbach (3.329) 4. Hettenshausen (2.040) 5. Ilmmünster (2.154) 6. Jetzendorf (2.935) 7. Münchsmünster (2.873) 8. Pörnbach (2.007) 9. Reichertshausen (4.937) 10. Rohrbach (5.500) 11. Scheyern (4.499) 12. Schweitenkirchen (4.890) |